# Joel Brown (Gitarrist)
Joel Brown ist ein US-amerikanischer klassischer Gitarrist.

## Leben und Wirken
Brown, der 1964 mit dem Gitarrespielen begann, nachdem er die Beatles im Fernsehen gesehen hatte, absolvierte ein klassisches Instrumentalstudium. Als Solist und Kammermusiker trat er u. a. mit der Chamber Music Society of Lincoln Center, beim Festival of Contemporary Music in Tanglewood, beim Saratoga Chamber Music Festival, beim Caramoore Festival und beim Killington Festival auf. Am Mikulov-Gitarrenfestival in der Tschechischen Republik nahm er als Solist mit dem Martinu Chamber Orchestra teil; auch mit dem Singapore Chinese Orchestra arbeitete er als Solist zusammen. Er begleitete die Sängerin Dawn Upshaw in der Carnegie Hall, gab Recitals mit der Sängerin Frederica von Stade und dem Boston Pops Orchestra und hatte Fernsehauftritte in den USA und Großbritannien.
Als Gründungsmitglied gehört Brown der Gruppe Tritonis, einem Trio mit Flöte, Gitarre und Cello an, das in Konzerthallen und an Universitäten der USA, bei der Konferenz der Guitar Foundation of America in Miami und den Treffen der National Flute Association in New York und Bosten auftrat und das Album Five Premiers—Chamber Works with Guitar veröffentlichte.
Gemeinsam mit dem Sänger und Banjospieler Bill Crofut und Chris Brubeck arbeitete er zudem in den 1990er Jahren in einem Crossover-Trio, das mehrere Alben vorlegte. Mit Chris Brubeck, Bill Crofut sowie Frederica von Stade, Meryl Streep und Dawn Upshaw nahm er zudem 1999 Dance on a Moonbeam: A Collection of Songs and Poems auf. Nach dem Tod von Crofut entstand aus dem Trio mit Brubeck und Peter Madcat Ruth die Gruppe Triple Play, die ein Crossover aus Jazz, Blues und Folk spielt. Sie nahm die Alben Triple Play Liv, (2000) und Watching the World (2003) auf sowie 2011 das Album  Live at Arthur Zankel Music Center mit Gast Dave Brubeck. Mit dem (neuen) Dave Brubeck Quartet nahm Brown 2005 am Monterey Jazz Festival teil. In einer Duoformation arbeitet er mit dem Sänger Dave Maswick zusammen.
Mit dem London Symphony Orchestra entstand das Album Bach to Brubeck, mit dem englische Gitarristen Edward Flower Chords and Thyme, mit Empire Brass King’s Court and Celtic Fair und mit Frederica von Stade Across Your Dreams. Bei Albany Records erschien die CD Christmas Cedar and Spruce. Brown ist Senior-Artist-in-Residence am Skidmore College in Saratoga Springs.